# Emmy Ball-Hennings
Emmy Ball-Hennings (Flensburgo, 17 gennaio 1885 – Sorengo, 10 agosto 1948) è stata una scrittrice, cabarettista e artista tedesca.
Insieme al marito Hugo Ball ha fondato il Cabaret Voltaire e ha partecipato alla nascita del Dadaismo.

## Vita
Emmy Hennings è nata e cresciuta a Flensburgo. Il padre, Ernst Friedrich Matthias Cordsen, lavorava come operaio arrampicatore sulle navi. Lascia la scuola a quattordici anni e si mantiene facendo piccoli lavoretti, tra cui cameriera, lavandaia e venditrice ambulante, che le consentono di coltivare la sua passione per il teatro. Il 13 gennaio 1903 sposa Joseph Paul Hennings; poco dopo i due lasciano tutto per unirsi a una compagnia di teatro itinerante in cui Emmy recita e canta. Il loro primogenito, nato nel 1904, muore dopo pochi mesi dalla nascita.
Nel 1906 il marito la lascia e la compagnia teatrale si scioglie. Emmy decide di affidare alla madre la figlia Annemarie, nata da poco, per continuare la sua carriera di artista itinerante. Si unisce a diverse compagnie teatrali, tra cui la Schmidt-Agte di Elmshorn e la compagnia di Oskar Ludwig Georg Brönner, esibendosi in giro per la Germania e per i paesi del centro e dell’est Europa, fino a Mosca e Odessa.
A Hannover conosce lo scrittore e pittore John Höxter, che lavora per la rivista Die Aktion e partecipa alle attività del Café des Westens di Berlino, principale punto di ritrovo delle avanguardie artistiche della città. Hennings decide quindi di stabilirsi a Berlino, dove oltre a lavorare al Cafè des Westens prende parte al Neopathetische Cabaret del Neue Club, luogo di incontro degli espressionisti. Frequenta gli artisti e i poeti rivoluzionari dell’avanguardia, tra cui Jakob van Hoddis, Johannes R. Becher e Georg Heym, e ne diventa musa e amante. Si lega sentimentalmente anche allo scrittore e giornalista Ferdinand Hardekopf, che la descrive così:
«I capelli biondi tagliati a caschetto, il rigido colletto di pizzo e l’oscurità dell’abito di velluto attillato l’allontanavano da ogni umanità […] truccata pesantemente […] dilaniata dalla morfina, dall’assenzio e dalle sanguinose fiamme della gloria elettrica, irrigidita come una statua di ghiaccio in tutte le posture del Gotico.»
Nel 1911, dopo una febbre tifoide che la manda in ospedale, decide di convertirsi al cattolicesimo.
Hennings fa la spola tra Berlino, dove frequenta Claire Waldoff, e Monaco, dove lavora al Simplicissimus, un cabaret animato da artisti, in cui conosce gli scrittori e cabarettisti Joachim Ringelnatz e Frank Wedekind, il rivoluzionario Erich Mühsam, con il quale ha una turbolenta storia d’amore, e il futuro marito Hugo Ball. Per mantenersi posa anche come modella per i pittori, tra cui l’amico Rudolf Reinhold Junghanns, che la ritrae nella serie Variationen über ein weibliches Thema del 1912.
In questo periodo comincia la sua attività poetica: la prima raccolta Die letzte Freude è pubblicata nel 1913 e le sue poesie compaiono sulle riviste Die Aktion, Der Revoluzzer, Die Neue Kunst e Pan.
Emmy conduce una vita in pieno stile bohémien, è dipendente dall’alcol e dalla morfina; il teatro non le garantisce una stabilità finanziaria e per questo lavora saltuariamente come cameriera, venditrice ambulante, arriva anche a prostituirsi. Trascorre diversi periodi di reclusione per vari reati, tra cui furto e contraffazione di documenti; nel 1915 è arrestata per aver aiutato a disertare lo scrittore Franz Jung e altri pacifisti. Poco dopo il suo rilascio si trasferisce con Hugo Ball a Berlino, città che la coppia lascerà a maggio per stabilirsi a Zurigo, dove riparavano gran parte degli intellettuali pacifisti dell’epoca. Li raggiunge anche la figlia Annemarie.
La città non era però il luogo da sogno che avevano immaginato: Hennings e Ball, immigrati in Svizzera con documenti contraffatti e sotto falso nome, non possono cercare un lavoro; disoccupati, soffrono la fame e arrivano a vendere tutti i loro averi. La polizia di Zurigo registra Hennings come prostituta e Ball come suo protettore. La situazione è così disperata che entrambi arrivano a tentare il suicidio.
Ciononostante, la loro attività creativa prosegue ininterrotta: suonano e cantano con la troupe del cabaret Maxim prima e con il loro duo Arabella poi, stanchi delle precarie condizioni di vita, decidono di fondare il loro cabaret. Il 5 febbraio 1916 nasce il Cabaret Voltaire, ritrovo di artisti e intellettuali in fuga dalla guerra come Tristan Tzara, Marcel Janco, Richard Huelsenbeck e Hans Arp. Dal fermento creativo del Cabaret Voltaire prende vita il movimento Dada.
Emmy Hennings era una delle attrazioni principali del Cabaret Voltaire. Il suo vasto repertorio comprendeva canzoni popolari di Parigi e di Berlino, canzoni folcloristiche e spettacoli con marionette. Declamava e cantava le composizioni di Ball, oltre a poesie composte da lei o dagli altri dadaisti.
Come scritto nello «Zürcher Post»: «La stella di questo Cabaret è Emmy Hennings. Stella di mille notti e mille poesie. Come anni fa stava in piedi dinanzi a un giallo sipario frusciante di un cabaret berlinese, con le braccia allargate sui fianchi, florida come un cespuglio in fiore, così anche oggi presta il suo corpo alle stesse canzoni con fronte sempre più altera, ma rispetto ad allora un po’ più scavata dal dolore».
Anche Richard Huelsenbeck ha annotato: «Emmy Hennings era l’anima del Cabaret, i versi che recitava ci hanno salvato dalla morte per inedia.»
Hennings partecipa anche alla fondazione della Galerie Dada, inaugurata a Zurigo il 18 marzo 1917, durata solo undici settimane a causa delle incomprensioni tra Tzara e Ball. Prima della chiusura della Galerie Dada, il 28 maggio del 1917 Ball e Hennings si trasferiscono a Magadino, nel Ticino, per allontanarsi dal movimento Dada.
Nel 1919 Emmy Hennings è l’unica donna a firmare il manifesto del Gruppo degli artisti radicali di Hans Richter, insieme a Hans Arp, Marcel Janco e Viking Eggeling. Nello stesso anno pubblica il primo romanzo, Gefängnis (Prigione), in cui racconta la sua esperienza in carcere, accolto molto positivamente dalla critica tedesca. Il giornalista Erich Reiss scrive: «Questo non è un libro, è un grido d’allarme».
Hennings e Ball si sposano il 21 febbraio 1920; nel settembre dello stesso anno si stabiliscono ad Agnuzzo, in Ticino, meta di lunghi soggiorni a partire già dal 1917. Divenuti entrambi ferventi cattolici, si dedicano completamente alla scrittura. Nel secondo romanzo Das Brandmal (1920), Hennings racconta con uno stile intenso e monologico la miseria della sua vita da senza fissa dimora, tra accattonaggio, furti e prostituzione.
Risale a questo periodo l’intensa e duratura amicizia con Hermann Hesse, che risiede nella vicina Montagnola e che più volte aiuta la coppia nei momenti di maggiore difficoltà finanziaria.
Dopo la morte di Hugo Ball il 14 settembre 1927, Hennings continua a scrivere racconti, poesie, articoli per riviste e per i quotidiani «Neue Züricher Zeitung» e «National Zeitung», oltre a curare l’eredità letteraria del marito defunto. Nel frattempo, si mantiene con lavorando come operaia e governante.
Emmy Hennings muore il 10 agosto 1948 a Sorengo, in Svizzera, ed è seppellita a Gentilino, accanto al marito. L'amico Hermann Hesse si fa carico delle spese per la sepoltura.
A Flensburgo, la sua città natale, hanno intitolato una strada a suo nome, la Emmy-Ball-Henningsstraße.

## Opere
- Die letzte Freude (Der jüngste Tag 5), Lipsia, Kurt Wolff Verlag, 1913.
- Gefängnis, Berlino, Erich Reiß Verlag, 1919 (in italiano Prigione, Roma, L’orma editore, 2019, ISBN 978-88-9979-366-1).
- Das Brandmal. Ein Tagebuch von Emmy Hennings, Berlino, Erich Reiß Velag, 1920.
- Helle Nacht. Gedichte, Berlino, Erich Reiß Verlag, 1922.
- Das ewige Lied, Berlino, Erich Reiß Verlag, 1923.
- Der Gang zur Liebe. Ein Buch von Städten, Kirchen und Heiligen, Monaco, Verlag Josef Kösel & Friedrich Pustet K.-G., 1926.
- Hugo Ball. Sein Leben in Briefen und Gedichten, Berlino, S. Fischer Verlag, 1930.
- Hugo Balls Weg zu Gott. Ein Buch der Erinnerung von Emmy Hennings-Ball, Monaco, Verlag Josef Kösel & Friedrich Pustet K.-G., 1931.
- Die Geburt Jesu. Für Kinder erzählt, Norimberga, Karl Borromäus Glock, 1932.
- Blume und Flamme. Geschichte einer Jugend, Einsiedeln/Colonia, Verlagsanstalt Benziger, 1938.
- Der Kranz. Gedichte, Einsiedeln/Colonia, Verlagsanstalt Benziger, 1939.
- Das flüchtige Spiel. Wege und Umwege einer Frau, Einsiedeln/Colonia, Verlagsanstalt Benziger, 1940.
- Märchen am Kamin, Einsiedeln/Colonia, Verlagsanstalt Benziger, 1943.
- Das irdische Paradies und andere Legenden, Lucerna, Verlag Josef Stocker, 1945.
- Ruf und Echo. Mein Leben mit Hugo Ball, Einsiedeln/Zurigo/Colonia, Benziger Verlag, 1953.
- Briefe an Hermann Hesse, a cura di Annemarie Schütt-Hennings, Francoforte sul Meno, Suhrkamp, 1956.
- Geliebtes Tessin, Zurigo, Die Arche, 1976.
- Weihnachtsfreude. Erzählungen, Zurigo, Die Arche, 1976.
- Caro signor Hesse, a cura di Amleto Pedroli, Locarno, Armando Dadò editore, 2007, ISBN 978-88-8281-213-3.
- Gefängnis - Das graue Haus - Das Haus im Schatten, Gottinga, Wallstein Verlag, 2016, ISBN 978-3-8353-1834-2 .
- Das Brandmal - Das ewige Lied, Gottinga, Wallstein Verlag, 2017, ISBN 978-3-8353-3040-5.